# Partner (relatie)
Een (levens)partner is iemand met wie men een relatie heeft en met wie men het "leven" (voor een tijdje of letterlijk voor het hele leven) deelt (of wil gaan delen). Meestal woont men samen met een levenspartner.
Formele vormen van partnerschap zijn onder meer het huwelijk, het geregistreerd partnerschap, en het al of niet notariële samenlevingscontract. Verder is er het begrip gezamenlijke huishouding, hetgeen niet zozeer bepaald wordt door wat wordt vastgelegd, maar meer door feitelijk gedrag.

## Fiscaal partner in Nederland
In Nederland definieert sinds 2011 artikel 5a van de Algemene wet inzake rijksbelastingen (AWR) een basispartnerbegrip. Dit begrip geldt ook voor de heffingswetten, voor zover daar in de afzonderlijke wetten niet van wordt afgeweken. Ook de Algemene wet inkomensafhankelijke regelingen zal op termijn aansluiten bij dit basispartnerbegrip.
De hoofdregel is dat gehuwden (behalve als ze een verzoek tot echtscheiding of scheiding van tafel en bed hebben ingediend, en/of niet meer samenwonen) en geregistreerde partners fiscale partners zijn. Als partner wordt ook aangemerkt de ongehuwde meerderjarige persoon waarmee de ongehuwde meerderjarige belastingplichtige een notarieel samenlevingscontract is aangegaan en met wie hij staat ingeschreven op hetzelfde woonadres. Een notarieel samenlevingscontract tussen meer dan twee personen wordt niet in aanmerking genomen.
Partnerschap is wederzijds. Niemand kan meer dan één partner hebben; voor het geval dat zowel A en B als A en C potentieel partners zijn, zijn er regels die bepalen of er een partnerschap geldt, en zo ja, welk.
Zie ook het fiscaal partnerschap in de Wet inkomstenbelasting 2001 en het partnerbegrip in de erfbelasting.

## Leefvormneutraliteit
Leefvormneutraliteit is geen eenduidig begrip.
In Nederland ging de regering in De Fiscale agenda van 2011 in op het thema leefvormneutraliteit van het belastingstelsel, en de mogelijke basissystemen van inkomensheffing in verband met partnerschap.
Bij belastingen, uitkeringen en toeslagen zijn er de volgende basissystemen:
- individueel (belasting/uitkering/toeslag op basis van het individuele inkomen / de individuele situatie/kosten, onafhankelijk van leefvorm)
- op basis van huishouden (belasting/uitkering/toeslag op basis van het totale inkomen / de totale situatie/kosten, onafhankelijk van het aantal personen en de individuele inkomens/situaties/kosten). Bij inkomensheffing stimuleert het een niet werkende partner van iemand die goed verdient niet om te gaan werken, doordat het marginale tarief vanaf de eerste euro al hoog is.
- splitsingsstelsel (belasting/uitkering/toeslag op basis van het gemiddelde inkomen / de gemiddelde situatie/kosten, onafhankelijk van het aantal personen en de individuele inkomens/situaties/kosten)

Bij een vlaktaks zonder belastingvrije som / heffingskorting komen de drie systemen overeen.
Bij de Wet inkomstenbelasting 2001 geldt dat de belasting een individuele heffing is, met dien verstande dat bepaalde moeilijk te individualiseren inkomensbestanddelen, ook wel genoemd gemeenschappelijke inkomensbestanddelen, vrijelijk tussen de partners mogen worden verdeeld. Bovendien is de geleidelijke afbouw van de dubbele heffingskorting voor kostwinners nog niet afgerond.
Vaak geldt een tussenvorm tussen de tweede en derde mogelijkheid. Bij de AOW en de WWB ligt de uitkering/inkomensnorm voor twee partners samen tussen 1 en 2 keer de individuele uitkering, de uitkering per persoon dus tussen 0,5 en 1 keer de individuele uitkering.
Bij de WW is er een individuele uitkering.
Ook bij consumptie speelt de leefvorm soms een rol. Naast het feit dat partners samen doen met huisvesting, telefoon-/internetabonnement enz. geldt voor partners / een gezin soms een korting. Er is o.a. het begrip gezinslid bij NS-abonnementen waardoor ook bij reiskosten soms een tussenvorm geldt tussen de bovengenoemde tweede en derde mogelijkheid.
De Commissie Van Dijkhuizen merkt op dat heffing op basis van inkomen (individueel of per huishouden) neerkomt op herverdeling op basis van het gerealiseerde arbeidsinkomen, zowel van mensen met een hoge naar mensen met een lage verdiencapaciteit als van mensen die veel werken naar mensen die weinig werken. Dit terwijl vrije tijd / huishoudproductie ook waarde vertegenwoordigt. Er moet volgens de commissie bedacht worden dat het hebben van kinderen en bijvoorbeeld ook het al of niet werken van een partner in belangrijke mate een keuze is, waarvoor een eigen verantwoordelijkheid geldt. De financiële consequenties van de eigen keuze hoeven ook op minimumniveau niet volledig door de maatschappij te worden gedragen.